# Cinclidae
Los cínclidos (Cinclidae) son una familia de aves paseriformes conocidas vulgarmente como mirlos acuáticos. Sus hábitats incluyen ambientes acuáticos de América, Europa y Asia. 
Comúnmente anidan en salientes rocosos de riveras altas de ríos de corriente rápida, aunque algunos hacen nido cerca de lagos poco profundos. Tienen un plumaje denso con un abrigo de plumón debajo, una avanzada membrana nictitante ocular y una glándula uropigial grande para impermeabilizar su plumaje. Su sangre puede acumular más oxígeno que en otras aves paseriformes [cita requerida] lo que les permite permanecer bajo el agua hasta por 10 segundos. Estas adaptaciones les permiten sumergirse y caminar sobre el fondo fluvial para alimentarse de larvas de insectos. Tienen aproximadamente 20 cm de largo, con colas y alas cortas y se parecen a los trogloditas, aunque no hay un parentesco claro.
Cinclus es el único género de la familia Cinclidae.

## Especies
Se reconocen las siguientes especies:
- Cinclus cinclus. Mirlo acuático europeo.
- Cinclus pallasii. Mirlo acuático pardo.
- Cinclus mexicanus. Mirlo acuático norteamericano.
- Cinclus leucocephalus. Mirlo acuático coroniblanco.
- Cinclus schulzi. Mirlo acuático gorgirrufo.